# Белая Церковь (станция)
Белая Церковь (укр. Біла Церква) — грузовая железнодорожная станция 2 класса производственного подразделения Казатинская дирекция железнодорожных перевозок Регионального филиала «Юго-Западная железная дорога» Публичного акционерного общества «Украинская железная дорога». Расположена в одноимённом городе Киевской области, на электрифицированной линии Фастов I — Мироновка, между остановочным пунктом Гай и станцией Роток.
Станция открыта в 1876 году, на ней останавливаются как пригородные электропоезда на Киев, Мироновку, Ракитное, так и поезда дальнего следования.

## Дальнее сообщение
| № поезда          | Маршрут движения        | № поезда          | Маршрут движения        |
| ----------------- | ----------------------- | ----------------- | ----------------------- |
| 41                | Днепр — Трускавец       | 42                | Трускавец — Днепр       |
| 69                | Мариуполь — Львов       | 70                | Львов — Мариуполь       |
| 85                | Новоалексеевка — Львов  | 86                | Львов — Новоалексеевка  |
| 87 "Лесная Песня" | Новоалексеевка — Ковель | 88 "Лесная Песня" | Ковель — Новоалексеевка |
| 109               | Херсон — Львов          | 110               | Львов — Херсон          |
| 119               | Запорожье — Львов       | 120               | Львов — Запорожье       |
| 121 "Николаев"    | Николаев — Киев         | 122 "Николаев"    | Киев — Николаев         |
| 209*              | Николаев — Киев         | 210*              | Киев — Николаев         |
| 281*              | Геническ — Киев         |                   | —                       |
| 283*              | Херсон — Барановичи     | 284*              | Львов — Барановичи      |
| 255*              | Херсон — Львов          | 256*              | Львов — Херсон          |

Звёздочкой отмечены поезда, курсирующие только в летний период.